# Abantis leucogaster
Abantis leucogaster là một loài bướm ngày thuộc họ Bướm nhảy. Loài này có ở Guinée, Sierra Leone, Bờ Biển Ngà, Ghana, Nigeria, Cameroon, Cộng hòa Congo, Cộng hòa Trung Phi, Cộng hòa Dân chủ Congo, Uganda và Tanzania. Môi trường sống của loài này là rừng nguyên sinh và rừng thứ sinh phát triển tốt.

## Phân loài
- Abantis leucogaster leucogaster (Guinée, Sierra Leone, Bờ Biển Ngà, Ghana, Nigeria, Cameroon, Congo, Cộng hòa Trung Phi, Cộng hòa Dân chủ Congo)
- Abantis leucogaster iruma Evans, 1951 (đông Cộng hòa Dân chủ Congo, tây Uganda, tây bắc Tanzania)